# 田中久夫 (民俗学者)
田中 久夫（たなか ひさお、1934年（昭和9年） - ）は、日本の民俗学・日本史学者、神戸女子大学名誉教授。御影史学研究会代表。

## 来歴
1961年に関西大学文学部史学科を卒業して、同大学大学院に進み、1964年に博士課程を満期退学した。1989年「祖先祭祀の研究」で関西大学より文学博士の学位を取得した。
神戸女子大学助教授、教授を務め、2005年に退任して、名誉教授となる。

## 著書

### 単著
- 『祖先祭祀の研究』弘文堂〈日本民俗学研究叢書〉、1978年
- 『年中行事と民間信仰』弘文堂、1985年
- 『仏教民俗と祖先祭祀』神戸女子大学東西文化研究所、1986年
- 『金銀島日本』弘文堂〈シリーズ・にっぽん草子〉、1988年
- 『地蔵信仰と民俗』木耳社〈オリエントブックス〉、1989年
- 『氏神信仰と祖先祭祀』名著出版〈御影史学研究会・民俗学叢書〉、1991年
- 『地蔵信仰と民俗』岩田書院、1995年
- 『金銀銅鉄伝承と歴史の道』岩田書院〈御影史学研究会民俗学叢書〉、1996年
- 『祖先祭祀の展開 日本民俗学の課題』清文堂出版、1999年
- 『田中久夫歴史民俗学論集』（御影史学研究会 編）岩田書院

1. 『皇后・女帝と神仏』2012年
2. 『海の豪族と湊と』2012年
3. 『山の信仰』2013年
4. 『生死の民俗と怨霊』2014年
5. 『陰陽師と俗信』2014年 ISBN 978-4-87294-758-8

### 共編
- 『祖先祭祀の歴史と民俗』（編） 弘文堂〈入門双書〉、1986年
- 『不動信仰』（編） 雄山閣出版〈民衆宗教史叢書〉、1993年
- 『大都市の中の農村 神戸市西区櫨谷町の歴史と民俗』（小林庄一・北垣聡一郎と共編）和泉書院、1994年